# Nisin

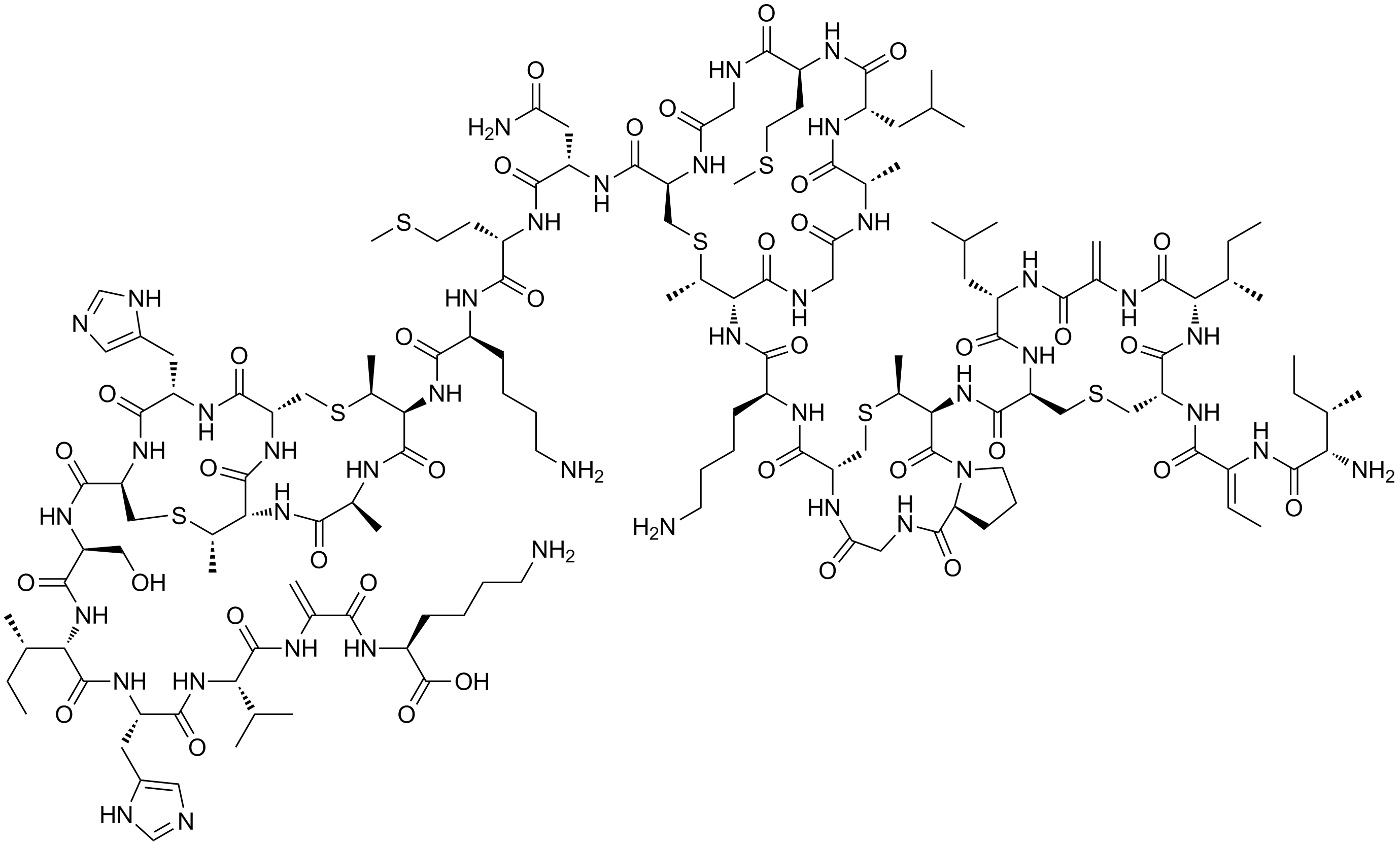
Chemická struktura nisinu

Nisin je polypeptid, který se skládá z 34 aminokyselin. Tato látka je produkována některými bakteriemi mléčného kvašení (bakterie rodu Lactococcus) a působí antibakteriálně na jiné bakterie. Díky těmto vlastnostem se řadí mezi takzvané bakteriociny.
Nisin je syntetizován ribozomálně a jeho prekurzor podléhá dalším posttranslačním modifikacím, kdy vznikají různé modifikované aminokyseliny. Mezi tyto aminokyseliny patří také lanthionin a někdy je proto nisin zařazován do podskupiny bakteriocinů, zvané lantibiotika.
Jako aditivum v potravinářství se označuje E234. V masných výrobcích a sýrech se používá jako konzervační látka, která zamezuje růstu škodlivých bakterií, čímž prodlužuje dobu trvanlivosti výrobku. V neposlední řadě se s nisinem lze setkat též při výrobě piva.

## Působení nisinu na bakteriální buňku
Nisin působí zejména na grampozitivní bakterie, což je způsobeno dostatečnou propustností buněčné stěny pro nisin.
Nisin vytváří kanálky (póry), které procházejí celou cytoplazmatickou membránou. Tyto kanálky jsou plně propustné pro veškeré látky a tím dojde ke ztrátě protonmotivní síly, membránového potenciálu a řady životně důležitých látek.